# Tuba beante
La tuba beante è una disfunzione della tromba di Eustachio, il condotto virtuale che collega l'orecchio medio alla faringe che rimane aperto (dal francese béant = che sta aperto).

## Anatomia e fisiologia
La tuba di Eustachio è un canale che mette in comunicazione l’orecchio medio con il rinofaringe, e quindi con l'ambiente esterno. Nell'adulto raggiunge una lunghezza di 3,5 - 4 cm. Nel bambino raggiunge una lunghezza di circa 2 cm ad 1 anno di età e di circa 3 cm a 5 anni. Inoltre,  rispetto all'adulto, è meno angolata e questa caratteristica favorisce il passaggio di muco dal rinofaringe all'orecchio medio (OM).
La sua funzione principale è quella di provvedere all'aerazione della cassa timpanica e al mantenimento di una pressione sulla faccia mediale della membrana timpanica uguale alla pressione esterna.
È costituita da: un lume rivestito da mucosa di tipo respiratorio, un’impalcatura ossea e cartilaginea (cartilagine tubarica) e 4 muscoli, ovvero:
1. il tensore del velo-pendulo;
2. l'elevatore del velo-pendulo;
3. il salpingo-faringeo;
4. il tensore del timpano.

Sono inoltre coinvolti i muscoli peristafilini, esterno e interno, e i fasci dei muscoli peristafilini, esterno e interno.
La tuba di Eustachio si chiude per retrazione elastica della cartilagine, turgidità del tessuto e tensione del muscolo salpingo- faringeo.
Il lume si apre principalmente quando l'inserzione del muscolo tensore del velo palatino tira lateralmente la parete della tuba di Eustachio durante la deglutizione.
Il principale muscolo dilatatore della tuba è il tensore del velo-pendulo la cui attività è fondamentale per l'espletamento della funzione ventilatoria. L'azione dei muscoli tensore e elevatore del velo palatino consiste nell'apertura del lume tubarico.
Solo ai muscoli, in condizioni fisiologiche, va data la responsabilità dell'apertura tubarica soprattutto durante la deglutizione.
L’apertura della tuba è garantita, in condizioni fisiologiche, dai muscoli che si attivano durante attività quali:
- la deglutizione;
- la masticazione;
- lo sbadiglio.

Secondo alcuni autori la frequenza di apertura della tuba è di una volta al minuto durante la veglia e di una volta ogni 5 minuti durante il sonno.

## Funzioni della tuba di Eustachio
- Protezione e drenaggio: la porzione cartilaginea è normalmente chiusa e si apre durante gli atti della deglutizione, la masticazione e con lo sbadiglio.
- Ventilazione
- Riequilibrio della pressione a livello della membrana timpanica

## Valutazione strumentale: la Timpanometria
Grazie alla Timpanometria (esame audiometrico obiettivo, veloce e non invasivo) è possibile misurare la cavità dell'orecchio medio e la funzionalità della tuba di Eustachio, e otteniamo un tracciato chiamato timpanogramma , per il cui inquadramento si fa riferimento alla classificazione di Jerger (1970) e di Lidèn (1974).
In presenza di una tuba beante, l’attività respiratoria interferisce con il movimento dei riflessi acustici. Ne conseguono degli artefatti che non rendono semplice l’interpretazione e estremamente difficile la registrazione del riflesso. Questo problema di solito può essere risolto facendo trattenere il respiro al paziente.
Per evitare infiammazioni all'orecchio, questo condotto deve aprirsi solo per permettere il corretto ricambio di aria (compensazioni di pressione tra mondo esterno e orecchio medio) e il corretto scolo del muco normalmente presente sulle mucose della tuba.
La tuba deve invece rimanere generalmente chiusa per evitare il passaggio di agenti patogeni dalla faringe (che è uno dei principali veicoli, in quanto passaggio di cibo e aria) all'orecchio medio e impedire ai normali rumori corporei (quali respiro, voce, battito cardiaco, movimenti articolari, deglutizione, ecc.) di andare a battere direttamente sul timpano senza essere smorzati.

## Eziopatogenesi
Alla base delle patologie dell’orecchio medio vi sono quasi sempre le flogosi rinosinusali, rinofaringee e l’ipertrofia adenoidea che, alterando la pervietà della Tuba di Eustachio, impediscono la normale aerazione dell’orecchio medio.
Ancora poco note le cause che possono portare alla tuba beante, tra queste:
- dimagrimento
- otiti
- depressurizzazioni errate durante escursioni subacquee
- traumi
- reflusso gastro-esofageo
- adenoidi operate in modo erroneo

Queste cause possono portare alla tuba beante per diversi problemi:
- diminuzione della massa corporea che circonda le tube
- indebolimento dei muscoli
- allargamento dell'orifizio di uscita della tuba
- atrofizzazione della tuba
- diminuzione dell'apporto sanguigno alla mucosa della tuba

## Clinica
La persona affetta da tuba beante, principalmente, avverte la propria voce a un volume molto maggiore (autofonia), come se "rimbombasse" direttamente nell'orecchio (da uno solo o anche da due), e ha il naso libero.
Generalmente si ha un miglioramento della situazione nel momento in cui ci si sdraia o ci si mette a testa in giù. Si sono registrati casi di tuba beante in entrambe o una sola delle orecchie, casi sporadici più o meno frequenti e tuba beante stabile.
Se la tuba beante è sporadica è più probabile che gli attacchi vengano quando:
- si sono persi molti liquidi (ad esempio con la sudorazione) senza che vengano reintegrati
- si effettuano sforzi
- si è in condizioni psicologiche di ansia

## Diagnosi
Poiché è una disfunzione abbastanza rara, molto spesso viene confusa con una congestione delle vie respiratorie e dell'orecchio medio, quando invece si tratta di un'eccessiva vuotezza della tuba. Di solito è il soggetto che arriva a capire di che disturbo si tratta e quindi a cercare un otorinolaringoiatra che sia a conoscenza di questa disfunzione.
Oltre all'anamnesi di autofonia, è possibile scoprire una tuba beante osservando il timpano in presenza di beanza: si avranno movimenti sincroni con il respiro.

## Trattamento
Al momento non c'è nessuna cura certa e assoluta, ma alcuni buoni risultati sono stati raggiunti attraverso questi metodi:
- esercizi di logopedia per la rieducazione tubarica, la stessa che viene utilizzata in soggetti affetti da tube che non si aprono mai e causano otiti perforanti;
- restare in posizione supina per 20 minuti 4 volte al giorno con le gambe sollevate a circa 50 cm (su una sedia);
- bere molta acqua;
- si può beneficiare di un certo sollievo con l'istillazione di 3-4 gocce di paraffina (più banalmente: olio di vaselina) nella narice dx o sx e far giungere l'olio all'interno della tuba. Il sollievo può essere anche di diverse ore.
- chirurgia di rinforzo della parte o dell'orifizio della tuba, che consiste nell'inserire una parte in cartilagine prelevata al paziente stesso o materiale biocompatibile nell'apertura, in modo da facilitarne la chiusura.

Il metodo chirurgico è da ritenersi non adatto se i primi tre metodi, assieme o singolarmente, riescono a facilitare la chiusura della tuba.

## Prognosi
La tuba beante non provoca, generalmente, ipoacusia. Solitamente una tuba che rimane aperta per poche ore non crea danni particolari, anche se porta ad avere casi di otite media più spesso che nelle persone con tube che si chiudono regolarmente.
In alcuni casi può esserci un maggior fastidio in caso di cambi repentini di pressione, come ad esempio durante i voli aerei o negli ingressi nelle gallerie.
In casi di tuba beante permanente, il timpano tende ad essere risucchiato verso l'interno e formare una tasca di retrazione, che non compromette, comunque, l'udito.
Le persone che soffrono di tuba beante molto spesso soffrono anche di iperacusia, un problema di natura fisico-meccanica, perché le onde sonore arrivano prima al timpano, poi agli ossicini ed infine all'orecchio interno senza essere ammortizzate dalla tuba in sincrono con i muscoli tensore del timpano e stapedio. Questo disturbo di scarsa tolleranza ai rumori più o meno forti è avvertito con grande disagio, anche psicologico, (depressione) soprattutto nelle persone con tuba beante permanente.
Altri fra i problemi principali della tuba beante sono dati dall'enorme fastidio che l'autofonia provoca al soggetto.